# Honra de Cesar e de Gaiate
A Honra de Cesar e Gaiate remonta a 1288, ano em que foram inquiridas a mando de D. Dinis, as honras e coutos do reino. estas inquirições serviram sobretudo para o monarca afirmar a sua supremacia, retirando terras e privilégios aos estamentos mais poderosos, a nobreza e o clero, ordenar o território e reaver o capital retirado ilicitamente à Coroa. No séc. XVI era senhor da Honra de Cesar e Gaiate, Sebastião Lopes Godinho, fidalgo cavaleiro de D. João III. Mais tarde o título é usado pelos antepassados do marquês de Pombal,  sem que com o anterior tenham qualquer relação de parentesco.